# Escut de Falset
L'escut de Falset és un símbol oficial d'aquest municipi del Priorat i es descriu mitjançant el llenguatge tècnic de l'heràldica amb el següent blasonament:
«Escut caironat: d'atzur, un castell d'or acostat de dues falçs afrontades d'argent. Per timbre, una corona mural de vila.»

## Disseny
La composició de l'escut està formada sobre un fons en forma de quadrat recolzat sobre un dels seus vèrtexs, anomenat escut caironat, segons la configuració difosa a Catalunya i d'altres indrets de l'antiga Corona d'Aragó i adoptada per l'administració a les seves especificacions per al disseny oficial dels municipis dels ens locals. És de color blau (atzur). Com a càrrega principal apareix una representació heràldica d'un castell merletat, amb les seves tres torres –essent la del mig, també anomenada torre mestra, més alta que la resta–, tot de color groc (or). El castell ve acompanyat per dues falçs, una a cada costat (acostat) i amb els extrems de les fulles de les falçs apuntant-se (afrontades), de color blanc o gris clar (argent).
L'escut està acompanyat a la part superior d'un timbre en forma de corona mural, que és l'adoptada pel Departament de Governació d'Administracions Locals de la Generalitat de Catalunya per timbrar genèricament els escuts dels municipis. En aquest cas, es tracta d'una corona mural de vila, que bàsicament és un llenç de muralla groc (or) amb portes i finestres de color negre (tancat de sable), amb vuit torres merletades, de les quals se'n veuen cinc.

## Història

Escut usat anteriorment

L'Ajuntament en ple va acordar l'inici de l'expedient heràldic el dia 14 de setembre del 2009. Després del procés reglamentari, l'escut va ser aprovat el 12 de novembre del 2010 i publicat al DOGC número 5.782 el 24 de desembre del mateix any.
L'escut representa els senyals propis i tradicionals del municipi, el castell de Falset i les dues falçs, que són un senyal parlant referent al nom de la vila. L'escut utilitzat fins ara per l'Ajuntament es representava habitualment terrassat, això és, descansant sobre un terra.